# Couvent des Capucins irlandais
Pour les articles homonymes, voir Couvent des Capucins.
Le couvent des Capucins irlandais était un couvent situé à Sedan, en France. Le seul vestige de cet édifice est une crypte abritant le tombeau d'Abraham de Fabert d'Esternay, premier gouverneur de Sedan lorsque la principauté de Sedan a disparu et que ce territoire a été rattaché au royaume de France. Le couvent devenu hôpital militaire a été rasé en 1970 et a fait place à un ensemble d'immeubles appelé Résidence d'Ardennes.

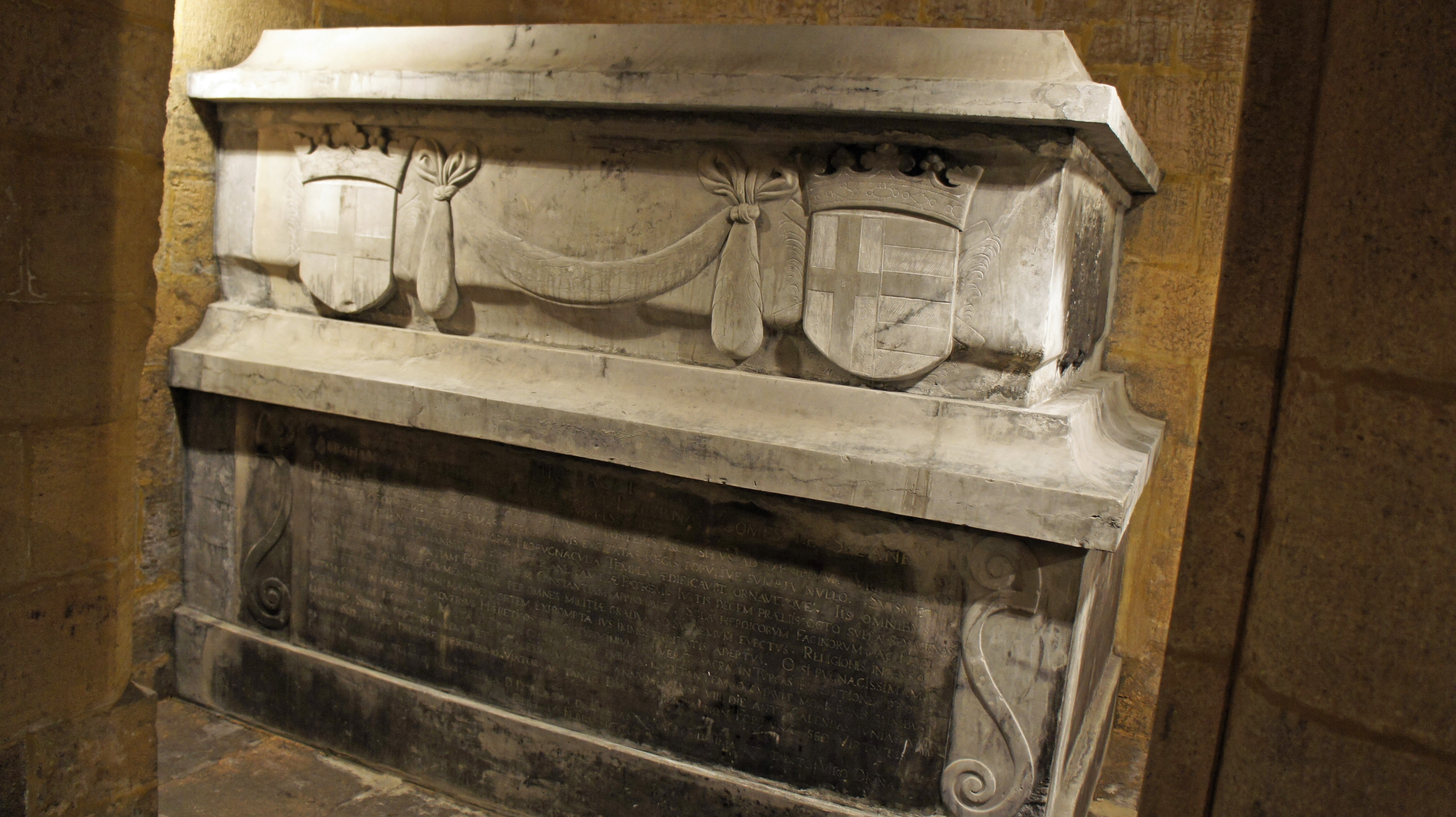
Le tombeau du maréchal Fabert.

## Localisation
Le couvent était situé sur la commune de Sedan, à l'intérieur de l'enceinte de la corne de Floing, un ouvrage fortifié construit en 1612 par Henri de La Tour d'Auvergne, duc de Bouillon, prolongeant le château-fort de Sedan et les fortifications de la ville, à l'ouest. Aujourd'hui, en venant des bords de la Meuse et du Dijonval, il faut monter par la rampe d'Asfeld pour parvenir aux immeubles de la Résidence des Ardennes et se rendre au pied de la tour Les Fougères. On y voit un escalier de béton, fermé par un portail noir. La crypte est habituellement fermée au public et n'est ouverte qu'épisodiquement. Aucune plaque n'indique l'entrée. 

## Description

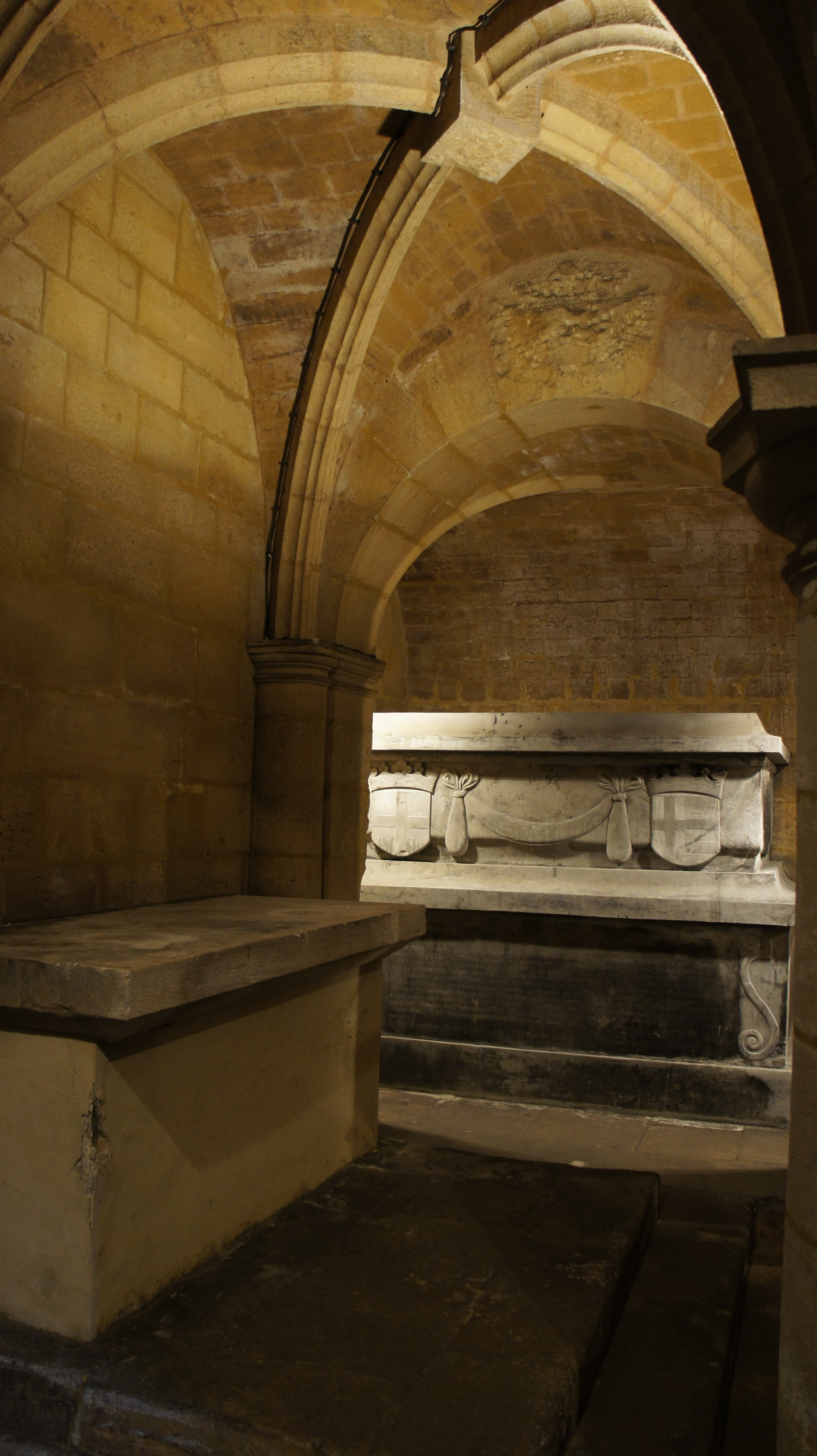
La crypte (autel au premier plan)

La crypte fait cinq mètres sur sept. Elle est structurée en trois nefs de deux travées. L'une de ces nefs a une voûte en berceau. Les deux autres sont dans un style gothique tardif, avec des voûtes d'ogive et pile centrale d'ordre toscan. Une voûte porte la date de 1662, date de fin d'aménagement. 
Un autel très simple est disposé dans la nef centrale. Le tombeau est situé dans la nef la plus à l'est. Il est en marbre noir de Dinant (nommé ainsi bien qu'il n'ait pas une forte couleur noire), avec des inscriptions latines et des armoiries. Une partie des décors sculptés a été endommagée à la Révolution.

## Historique

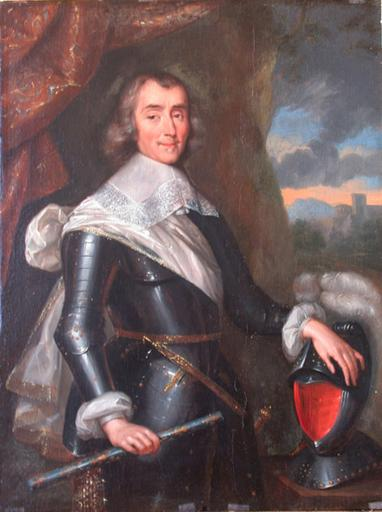
Le maréchal Fabert d’Esternay.

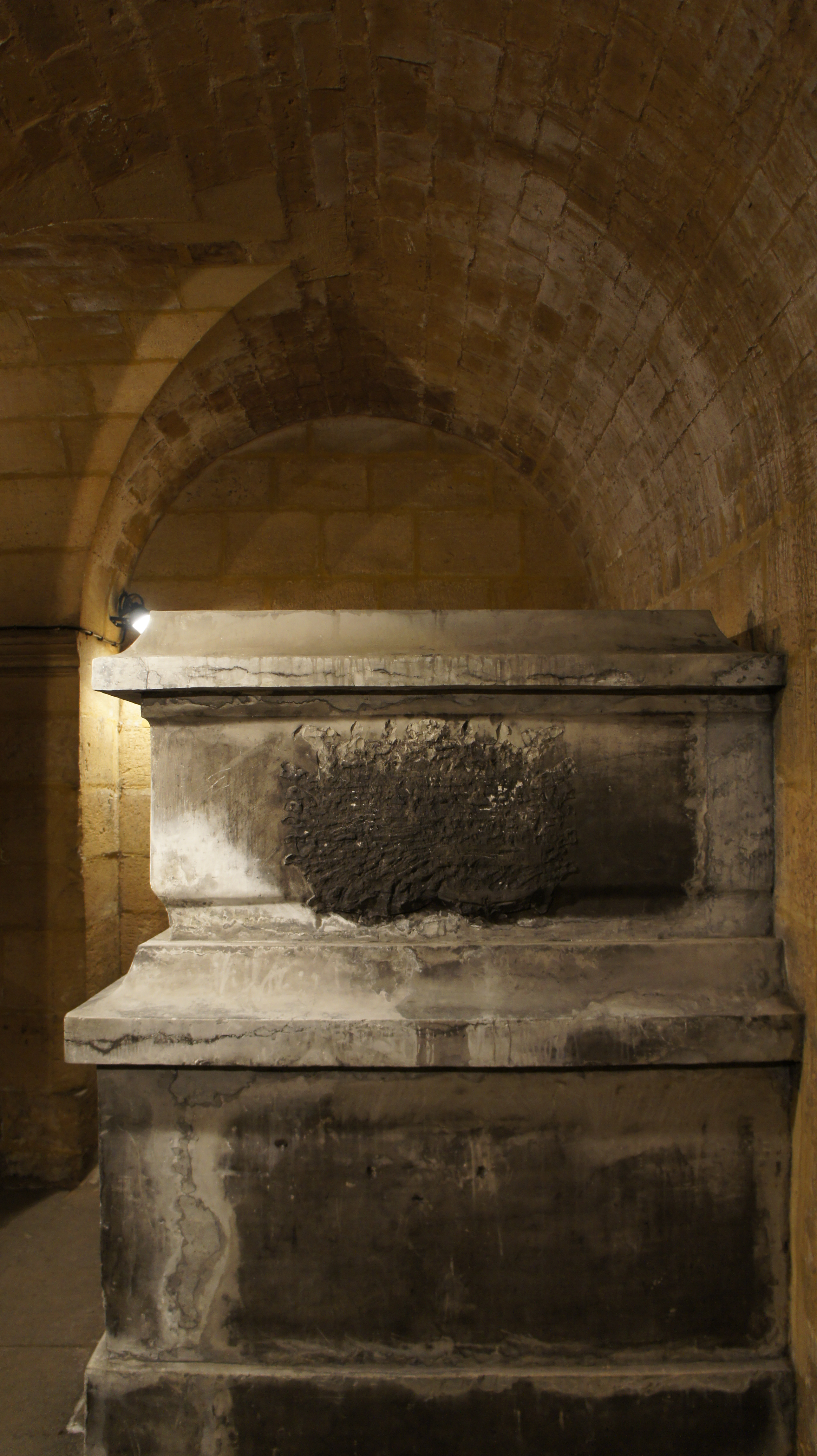
Tombeau martelé et voûte en berceau.

Un premier couvent des capucins est fondé en 1639, à la suite de la conversion à la religion catholique du dernier prince de Sedan, Frédéric Maurice de La Tour d'Auvergne, précédemment calviniste. Pour des raisons politiques, le prince de Sedan fait appel à des capucins irlandais, installés à Charleville depuis 1620, et non des capucins français, sujets du roi de France. Ce premier bâtiment est  situé à l'entrée du faubourg de la Cassine, près de la Meuse, là ou est situé l’hôpital actuel. Les capucins irlandais, appelés encore hibernois, se comportent en missionnaires, multiplient les débats publics et tentent de favoriser les conversions. Mais la population encore majoritairement huguenote ne les accueille pas toujours favorablement. 
Le 15 septembre 1642, Frédéric Maurice de La Tour d'Auvergne est contraint de céder la principauté de Sedan au roi de France, Louis XIV. Mazarin nomme Fabert d'Esternay gouverneur de Sedan. En 1657, le roi Louis XIV vient lui rendre visite. Il pose à cette occasion la première pierre du nouveau couvent des capucins, un long et austère bâtiment flanqué d'un cloître bordé de galerie à arcades et d'une chapelle, à l'intérieur de l'enceinte de la corne de Floing . 
En 1661, au moment de la mort de son épouse, Fabert y fait construire une chapelle funéraire dans une crypte sous la chapelle, avec un tombeau de marbre de Dinant orné de son blason. À sa mort, le 17 mai 1662, son corps est embaumé et entreposé dans la chapelle funéraire, à côté de celui de son épouse. Son jeune fils Nicolas est inhumé au même endroit. En 1681, un édit ordonnent aux religieux étrangers de sortir du royaume de France. Les capucins irlandais quittent Sedan et sont remplacés par des capucins français. Ceux-ci constituent une bibliothèque où les encyclopédistes vinrent travailler. En 1788, les capucins sont trente. 
En 1791, les 21 religieux installés dans le couvent refusent d'adhérer à la constitution civile du clergé et quittent Sedan pour se réfugier dans le Hainaut. Le tombeau de Fabert et de sa famille subit ensuite les affres de la période la plus tendue de la Révolution, la période dite de la Terreur. Fin 1793, le tombeau est ouvert. Les corps du maréchal et de son épouse sont exhumés. Celui du fils est oublié. Des sculptures sont martelées. Le lendemain, les deux corps exhumés sont jetés dans une fosse commune,.
L'édifice est transformé en hôpital militaire en 1802. Il est classé au titre des monuments historiques en 1962, mais ce classement ne concerne que la crypte.
L'hôpital militaire est rasé en 1969. Dans les années 1970, deux tours sont édifiées à la place du couvent, la Résidence des Ardennes. De l'ancien édifice, il ne reste plus que la crypte au pied de la tour Les Fougères.